# Burmönken

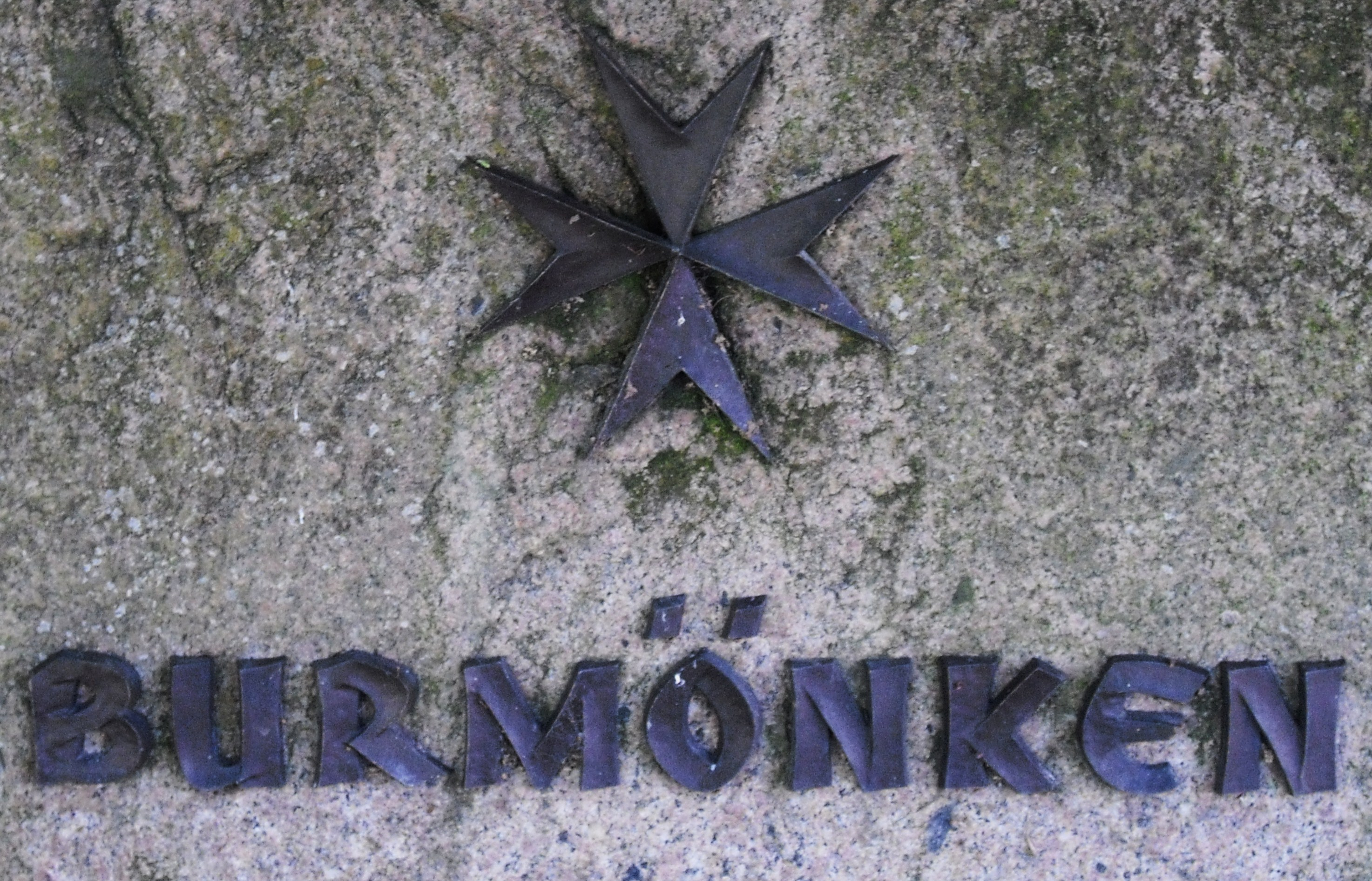
Gedenkstein zur Erinnerung an das ehemalige Kloster mit Johanniterkreuz

Burmönken ist eine Haufensiedlung. Sie liegt am Rande der ehemaligen Harlebucht auf einem kleinen Geestrückens, der an drei Seiten von niedrigen, früher im Winter meist überschwemmten Ländereien, umgeben ist. Heute gehört das Dorf zum Wittmunder Stadtteil Leerhafe.

## Geschichte
Burmönken ist ein sehr alter Wohnplatz, der bereits vor 1300 als Bure in den Urkunden auftaucht. Östlich der Siedlung bestand von etwa 1300 bis in das 16. Jahrhundert eine Johanniterkommende mit einer Kirche. Von dieser blieb allerdings wenig erhalten. Die Gebäude wurden 1514 während der sächsischen Fehde von der „Schwarzen Garde“ niedergebrannt. Danach löste sich die Kommende wohl bis spätestens 1530 auf. Die Bewohner der umliegenden Dörfer nutzten die wüst liegenden Gebäude fortan als Steinbruch, so dass sie Stück für Stück verschwanden. Die Kirche wurde wohl 1558 niedergerissen und die Kirchenwarf im 19. Jahrhundert abgetragen. Der Name der Ortschaft (Bedeutung: Bauerschaft bei den Mönchen), auf deren Gebiet sich die Niederlassung des Ritterordens befand, erinnert noch heute an seine Existenz.
1811 lebten in Burmönken 67 Personen. Im Jahr 1823 waren es 60 Einwohner, die sich auf 13 Wohngebäude verteilten.